# Roman Urbańczyk
Roman Urbańczyk (ur. 12 października 1953 w Chorzowie) – polski samorządowiec, w latach 1991–2002 prezydent Zabrza.

## Życiorys
Ukończył studia na Wydziale Transportu Politechniki Śląskiej. Zaangażował się w działalność Stowarzyszenia Rodzin Katolickich.
W styczniu 1991 objął urząd prezydenta Zabrza. Utrzymywał go także po kolejnych wyborach samorządowych w 1994 i w 1998. W listopadzie 2002 zastąpił go Jerzy Gołubowicz, z którym przegrał w drugiej turze bezpośrednich wyborów z tego samego roku. Roman Urbańczyk został jednocześnie wybrany do rady miejskiej, w 2006 nie obronił jednak mandatu radnego.
Po odejściu z urzędu miasta został zatrudniony w Komunikacyjnym Związku Komunalnym Górnośląskiego Okręgu Przemysłowego, początkowo jako zastępca przewodniczącego zarządu. Później objął stanowisko przewodniczącego zarządu, funkcję tę pełnił do 2018.